# بیلزویس
بیلزویس (به فرانسوی: Billezois) یک کمون در فرانسه است که در آلیه واقع شده‌است. بیلزویس ۱۵٫۶۸ کیلومتر مربع مساحت دارد ۳۱۸ متر بالاتر از سطح دریا واقع شده‌است.